# Aurelio Cincioni
Aurelio Víctor Cincioni (Buenos Aires, 1904 – Buenos Aires, 1985) fue un pintor argentino. En 1926 se graduó como profesor de dibujo de la Academia Nacional de Bellas Artes, institución en la que tuvo como docentes a Antonio Alice, Pío Collivadino y Alberto María Rossi. Se clasifica su obra habitualmente con la de los pintores de La Boca. Sus obras, de estilo naturalista y con atmósfera impresionista, cuentan según ciertas fuentes con una visión propia del paisaje y sus habitantes, gran manejo de la luz y pincelada grácil y expresiva.

## Carrera artística
En 1927 expuso en el Salón Nacional por primera vez.
A lo largo de su vida donó muchas de sus obras a museos escolares.
A partir de 1937 expuso su obra en galerías de Buenos Aires.
En 1948 recorrió su país con una beca nacional para pintar con paisajes y temas históricos para luego utilizar la obra con fines didácticos.
En 1949 se expusieron en la Galería Witcomb 87 de sus obras.
En 1953 viajó a Italia, país en el que pintó muchas de sus obras.
En 1956 fue invitado por el Instituto Nacional de Bellas Artes de México para realizar una exposición. Expuso El panorama argentino en la Sala de la Amistad Internacional del Palacio de Bellas Artes de la Ciudad de México.
En 1970 fue becado por el Estado italiano para realizar una revisión del plan educativo de artes plásticas de dicha nación.
En 1971 se inauguró en el Instituto Félix Fernando Bernasconi, con una donación de 22 obras de Cincioni además de un retrato de Manuel Belgrano, la pinacoteca Manuel Belgrano, Sala del Paisaje Argentino. La sala luego fue rebautizada Sala de Arte Aurelio Víctor Cincioni en su honor.
En consonancia con la pedagogía de Rosario Vera Peñaloza, Aurelio Cincioni puso su obra al servicio de la educación para documentar, sin relegar el arte, el territorio argentino y las costumbres de sus habitantes. El museo Bernasconi dice sobre él en ese sentido que es un artista que representa la geografía, la tradición y la historia de nuestro país.
Falleció en Buenos Aires en 1985.